# Sodnomdardschaagiin Altansüch
Sodnomdardschaagiin Altansüch (mongolisch Содномдаржаагийн Алтансүх, englisch Sodnomdarjaagiin Altansükh, wiss. Transliteration Sodnomdaržaagijn Altansüch; * 2. Juni 1969) ist ein ehemaliger mongolischer Boxer.

## Sport
Sodnomdardschaagiin Altansüch trat bei den Olympischen Sommerspielen 1988 in Seoul an. Im Halbweltergewichtsturnier schied er gegen Reiner Gies aus.